# Collateral (Fernsehserie)
Collateral ist eine britische Krimiserie mit Elementen eines Thrillers von David Hare. Die Miniserie ist eine Koproduktion zwischen der BBC und dem Streamingdienst Netflix. Zur Besetzung gehören unter anderem die ehemaligen Doctor-Who-Darsteller John Simm und Billie Piper.

## Handlung
Die Serie spielt in London. Zu Beginn wird der Pizzalieferant Abdullah Asif beauftragt, Pizzen an die alleinerziehende Mutter Karen auszuliefern. Als der Auftrag ausgeführt wurde, gibt ihm Karen noch etwas Trinkgeld. Kurz nach Verlassen des Wohnhauses, in dem Karen mit ihren Kindern lebt, wird Abdullah erschossen. Detective Inspector Kip Glaspie wird mit der Ermittlung beauftragt. Wegen seines syrischen Migrationshintergrundes wird von der Presse Rassismus als Tatmotiv vermutet. Die einzige Zeugin, eine Drogenabhängige, gibt den Polizisten einen falschen Namen und eine falsche Adresse.
Als Glaspie jedoch später von der Vorgesetzten Abdullahs, Laurie Stone, erfährt, dass ursprünglich Mikey Gowans mit der Auslieferung der Pizza beauftragt war, vermutet sie, dass es sich um einen geplanten Mord handeln muss, jedoch der Täter das Opfer aufgrund des Motorradhelms (sowohl Mikey als auch Abdullah liefern mithilfe von Motorrädern) nicht richtig erkennen konnte.
Am nächsten Tag trifft der Politiker David Mars, der Noch-Ehemann von Karen, am noch immer abgeriegelten Tatort ein, um Karen zu besuchen.

## Synchronisation
Die deutschsprachige Synchronisation entstand nach den Dialogbüchern von Ralf Pel sowie Andrea Greul und unter der Dialogregie von Pel durch die RRP Media UG in Berlin.
| Rolle          | Darsteller     | Synchronsprecher       |
| -------------- | -------------- | ---------------------- |
| DI Kip Glaspie | Carey Mulligan | Jessica Walther-Gabory |
| Jane Oliver    | Nicola Walker  | Gundi Eberhard         |
| David Mars     | John Simm      | Marco Wittorf          |
| Karen Mars     | Billie Piper   | Anne Düe               |
| Laurie Stone   | Hayley Squires | Daniela Molina         |
| Mikey Gowan    | Brian Vernel   | Julian Tennstedt       |